# Bologna FC 1909
Bologna Football Club 1909 – włoski klub piłkarski z Bolonii, założony w 1909 roku.

## Historia

### Początki
Bologna Football Club został oficjalnie założony w niedzielę 3 października 1909 roku w browarze Ronzani przy via Spaderie w Bolonii jako sekcja „ćwiczeń sportowych na otwartym boisku” w bolońskim klubie turystycznym. Prezydentem klubu został wybrany szwajcarski stomatolog Louis Rauch a inicjatywa wyszła od pochodzącego z Czech, Austriaka Emilio Arnsteina który po przybyciu do Bolonii szukał młodych ludzi, których łączyła wspólna pasja do piłki nożnej. W lasku miejskim Prati di Caprara spotykali się wówczas młodzi mężczyźni, głównie studenci wśród których byli bracia Gradi, Martelli, Puntoni, Nanni, sam Rauch oraz uczniowie Kolegium Hiszpańskiego – Yeste i Antonio Bernabeu, bracia Santiago, piłkarza i prezesa Realu Madryt. Arrigo Gradi został wybrany pierwszym kapitanem Bologny. Zapoczątkował on również czerwono-niebieskie barwy klubu występując na treningu w koszulce szwajcarskiej uczelni Schoenberg w Rorschach, gdzie studiował. Wkrótce potem te kolory stały się oficjalnymi barwami klubu. Zimą 1910 boloński klub piłkarski opuścił dotychczasowe miejsca treningowe oraz zmodyfikował projekt koszulek na pionowe pasy – przy zachowaniu oryginalnej kolorystyki: czerwonej i niebieskiej. 20 marca 1910 (sezon 1909/1910) po zwycięstwach w mistrzostwach regionu Emilia-Romania, w dwóch meczach rozegranych tego samego dnia zespół z Bolonii pokonał Semper Avanti 10-0 i SEF Virtus 9-1. W maju 1910 zorganizowano mecz towarzyski przed liczną publicznością z mistrzem Włoch Interem, który mediolańczycy wygrali 1-0. Wyniki tych meczów pozwoliły zespołowi z Bolonii na zgłoszenie drużyny do krajowych mistrzostw organizowanych przez FIGC. Sezon 1910/1911 był pierwszym w gronie zespołów Pierwszej Kategorii a zespół z Bolonii zajął trzecie miejsce w grupie Campionato Emiliano – Veneto (Wenecja Euganejska – Emilia-Romania). 26 lutego 1911 drużyna przeniosła się na boisko Campo della Cesoia. Sezon 1911/1912 klub zakończył na czwarte miejscu w swojej grupie. W sezonach 1912/1913, 1913/1914 i 1914/1915 drużyna z Emilii-Romanii również nie zakwalifikowała się do fazy finałowej grupy północnych Włoch. 30 listopada 1913 roku na nowym Stadio Sterlino w inauguracjnym meczu zespół z Bolonii zremisował z Brescią 1-1. W kolejnych latach I wojna światowa przerwała oficjalną działalność piłkarską we Włoszech, rozgrywano tylko mecze towarzyskie i mniejsze turnieje.

### XX-lecie międzywojenne i II wojna światowa
Po wznowieniu działalności klub podjął decyzję o zatrudnieniu austriackiego trenera Hermana Felsnera. Po przegranym finale w grupie północnej, w sezonie 1920/1921 z Pro Vercelli 1892, w 1922 roku w drużynie zadebiutował Angelo Schiavio – najlepszy strzelec w historii klubu. Sezony 1922/1923 i 1923/1924 zakończyły się brakiem awansu do finalu rozgrywek o mistrzostwo Włoch. W sezonie 1924/1925 klub wygrał w piątym meczu finał Ligi Północnej z Genoa CFC (2-0), a następnie pokonał w finale zwycięzcę Ligi Południowej zespół Alby Roma (w dwumeczu 4-0 i 2-0) i zdobył swój pierwszy tytuł mistrza Włoch. W tym samym okresie rozpoczęła się budowa nowego Stadio Littoriale, przeznaczonego dla większej liczby widzów. W połowie lat dwudziestych XX wieku Bologna była jedną z najsilniejszych drużyn we Włoszech. W sezonie 1925/1926 drużyna ponownie dotarła do finału Ligi Północnej w którym po trzech meczach z Juventusem, nie zdołała awansować do finału krajowego. W finale sezonu 1926/1927 klub z Bolonii zajął drugie miejsce. W sezonie 1928/1929 Scudetto ponownie wróciło do klubu z Bolonii po czterech latach. Trzeci mecz finałowy w Rzymie przeciwko Torino FC zakończył się zwycięstwem bolończyków 1-0. Bologna prowadzona na ławce trenerskiej przez Węgra Gyula Lelovicsa, który zastąpił Felsnera w styczniu 1931, zdobyła Puchar Mitropa w 1932 po dyskwalifikacji, powtarzając ten wyczyn również w 1934 ostatecznym zwycięstwem nad Admirą Wiedeń. Były to czasy zmian na poziomie organizacyjnym klubu, w 1934 roku prezesem klubu mianowany został Renato Dall’Ara, przemysłowiec z Reggio nell’Emilia i rozpoczął się złoty okres dla bolończyków: cztery zdobyte mistrzostwa Włoch w sezonach 1935/1936, 1936/1937, 1938/1939, 1940/1941 w rozgrywkach bez podziału na grupy. Kolejnym sukcesem była wygrana z Chelsea w międzynarodowym turnieju Universal Expo 1937 rozgrywanym w Paryżu. Bologna prowadzona wówczas przez Árpáda Weisza stała się w ten sposób pierwszą włoską drużyną która pokonała angielską drużynę w międzynarodowym turnieju. W październiku 1938 roku na ławkę trenerską powrócił twórca pierwszych sukcesów klubu Hermann Felsner, zastepując Weisza, ponieważ ówczesne prawo faszystowskie zmuszało osoby pochodzenia żydowskiego do opuszczenia Italii. W sezonach 1941/1942 i 1942/1943 Bologna ustępowała silniejszym drużynom z Mediolanu i Turynu w walce o tytuł mistrza Włoch, zajmując odpowiednio siódme i szóste miejsce w ligowej tabeli.

### Lata 1945–1979
Po zakończeniu II wojny światowej w 1946 roku drużyna zdobyła Coppa Alta Italia, czyli turniej pocieszenia pomiędzy drużynami które odpadły z rund finałowych rozgrywek Divisione Nazionale 1945/1946 oraz Serie B i Serie C. W latach 1946–1954 klub zajmował miejsca między piątym a szesnastym. Sezony 1954/1955, 1955/1956 i 1956/1957 to odpowiednio czwarte i dwa razy piąte miejsca w tabeli. Sezon 1957/1958 to szóste miejsce w tabeli. Sezony 1958/1959 i 1959/1960 to odpowiednio dziesiąte i piąte miejsce w tabeli. Na początku lat sześćdziesiątych XX wieku, wraz z przybyciem Fulvio Bernardiniego, byłego trenera Fiorentiny, mistrza Włoch w latach 1955/1956, do grających już Ezio Pascuttiego i Francesco Janicha dołączyli młodzi zawodnicy: Giacomo Bulgarelli, Romano Fogli, Paride Tumburus, Mirko Pavinato, Helmut Haller oraz młody środkowy napastnik Harald Nielsen. Sezon 1962/1963 zespół zakończył na czwartym miejscu w tabeli. 4 marca 1964 roku w drużynie wybuchła afera dopingowa: pięciu zawodników (Pavinato, Romano Fogli, Paride Tumburus, Marino Perani i Ezio Pascutti) uzyskało wynik pozytywny po testach przeprowadzonych miesiąc wcześniej przy okazji meczu z Torino FC. Zawodnicy, trener i klubowy lekarz zostali zawieszeni na 18 miesięcy a klub ukarany trzema ujemnymi punktami. Analizy wykonane kilka tygodni później nie wykazały nieprawidłowości i piłkarze, trener i lekarz zostali uniewinnieni a trzy punkty zostały zwrócone oraz zawieszenia zostały anulowane. 7 czerwca 1964 roku, trzy dni po śmierci wieloletniego prezydenta klubu Renato Dall’Ary, na stadionie w Rzymie zespół z Bolonii pokonał Inter Mediolan 2:0 i zdobył swój siódmy tytuł mistrza Włoch. Rok po siódmym zdobyciu Scudetto drużyna brała udział w Pucharze Europy 1964/1965 i została wyeliminowana w rundzie wstępnej przez Anderlecht, co zostało rozstrzygnięte na korzyść Belgów w meczu barażowym w Barcelonie przez rzucenie monetą. W sezonie 1964/1965 roku Bologna zajęła szóste miejsce w lidze. Po tym sezonie na trenera klubu został wybrany Argentyńczyk Luis Carniglia. Wyniki zespołu szybko się poprawiły: zespół zajął drugie miejsce w latach 1965/1966 i trzecie w latach 1966/1967. W kolejnych trzech latach z drużyny odeszło kilku ważnych zawodników: sprzedani do innych klubów zostali Harald Nielsen i Helmut Haller, Ezio Pascutti odszedł na emeryturę a William Negri spędził rok nieaktywny z powodu kontuzji i również został sprzedany. W 1969 roku trenerem drużyny został Edmondo Fabbri. W pierwszym roku pracy w sezonie 1969/1970 były trener reprezentacji Włoch zdobył Puchar Włoch: w decydującym meczu drużyna Bologny pokonała Torino FC 2-0, po dwóch bramkach Giuseppe Savoldiego. W kolejnych sezonach drużynie nie udało się osiągnąć najwyższych miejsc w tabeli, zajmując odpowiednio piąte, jedenaste i siódme miejsce w latach 1970/1971, 1971/1972, 1972/1973. W sezonie 1973/1974 zespół zajął dziewiąte miejsce w tabeli i zdobył drugi Puchar Włoch, pokonując po rzutach karnych Palermo na Stadio Olimpico w Rzymie. Terenem klubu był wówczas Bruno Pesaola. W sezonach 1974/1975 i 1975/1976 zespół z Bolonii zajął siódme miejsca. Z kolei w latach 1976/1977 i 1977/1978 zespół zakończył rozgrywki na dwunastych pozycjach w ligowej tabeli. W sezonie 1978/1979 drużyna po remisie z AC Perugia Calcio 2-2, uratowała się przed spadkiem do Serie B.

### Afera Totonero, podwójny spadek, powrót do elity i europejskich pucharów
Sezony 1979/1980 i 1980/1981 to siódme miejsca w tabeli, a sezon 1980/1981 drużyna z Bolonii zaczynała z bilansem 5 ujemnych punktów po aferze „Totonero”. W sezonie 1981/1982 drużyna z Bolonii zajęła piętnaste miejsce w tabeli i po raz pierwszy pożegnała się z najwyższą klasą rozgrywek we Włoszech. Sezon 1982/1983 w Serie B klub zakończył na siedemnastym miejscu co zakończyło się kolejnym spadkiem, tym razem do Serie C1. Po jednorocznym pobycie na trzecim szczeblu rozgrywek we Włoszech, Bologna awansowała w sezonie 1983/1984 do Serie B. Lata 1984–1988 Bologna spędziła na zapleczu Serie A. W sezonie 1987/1988 drużyna wygrała rozgrywki Serie B i ponownie awansowała do najwyższej klasy rozgrywkowej we Włoszech. W sezonie 1988/1989 po trudnym starcie, Bologna zdołała uratować się przed spadkiem zajmując czternaste miejsce. W sezonie 1989/1990 zespół zajął ósme miejsce w ligowej tabeli co pozwoliło na udział w Pucharze UEFA w sezonie 1990/1991. Po pokonaniu Zagłębia Lubin i Heart of Midlothian FC drużyna w 1/4 została wyeliminowana przez Sporting CP.

### Ponowny spadek do Serie B i bankructwo
Początek sezonu 1990/1991 rozpoczął się z zaledwie dwoma punktami w ciągu pierwszych sześciu meczów i zwolniony został trener Francesco Scoglio. Do klubu na ławkę trenerską powrócił Luigi Radice a klub pod jego wodzą z zaledwie 18 punktami na koncie i 63 golami straconymi spadł do Serie B. Po spadku do Serie B zespół z Bolonii w sezonie 1991/1992 zajął jedenaste miejsce ex-equo z Piacenzą, Padwą i Modeną. Sezon 1992/1993 okazał się bardzo rozczarowujący dla kibiców Rossoblu. Kolejnymi zwolnionymi trenerami byli Eugenio Bersellini i Aldo Cerantola, których zastąpił Romano Fogli, ale po tych technicznych przetasowaniach zespół nadal spadał niżej w tabeli i zakończył sezon na osiemnastym miejscu, co było drugim spadkiem do Serie C1 w ciągu jedenastu lat. W 1993 roku, dokładnie 19 czerwca klub piłkarski Bologna zbankrutował. Zobowiązania wynosiły dwa miliardy lirów, zaangażowanie banków sięgało 34 miliardy lirów. Na podstawie orzeczenia sądu klub został ponownie założony pod koniec czerwca pod nazwą Bologna Football Club 1909, wydzielony z firmy Gnudi’s Finsport zaangażowanej w bankructwo i dzięki ambitnemu projektowi udało się zagwarantować udział w kolejnych rozgrywkach Serie C1. Nowym prezesem został Giuseppe Gazzoni Frascara, trenerem Alberto Zaccheroni a dyrektorem sportowym Eraldo Pecci. Po bankurctwie i degradacji do Serie C1 zespół w sezonie 1993/1994 nie awansował do Serie B i zakończył zmagania w grupie A na czwartym miejscu, następnie przegrywając baraże o awans do Serie B z drużyną SPAL. W drugiej próbie awansu do Serie B w sezonie 1994/1995, kierowanej najpierw przez trenera Edoardo Reje i dyrektora sportowego Eraldo Pecciego, a następnie przez trenera Renzo Ulivieriego i dyrektora sportowego Gabriele Orialiego, klub zrobił pierwszy krok w kierunku powrotu do Serie B, kończąc rok na pierwszym miejscu z 81 punktami i tylko jedną porażką. W sezonie 1995/1996 pod okiem trenera Renzo Ulivieriego udało się awansować do Serie A dzięki pierwszemu miejscu w tabeli, dwa lata wcześniej niż początkowo zakładano.

### Lata 1996–2009
W pierwszym roku po powrocie do Serie A w sezonie 1996/1997, klub zakończył rozgrywki na siódmym miejscu, tuż poza strefą uprawniającą do udziału w europejskich pucharach. Ponadto w Pucharze Włoch 1996/1997 drużyna Renzo Ulivieriego została wyeliminowana w półfinale przez Vicenzę prowadzoną przez Francesco Guidolina, który następnie zdobył trofeum. Sezon 1997/1998, czwarty z Renzo Ulivierim na ławce trenerskiej zakończył się zajęciem ósmego miejsca. Lokata ta dała bolończykom prawo do udziału w Pucharze Intertoto. Był to także jedyny sezon w Rossoblu Roberto Baggio, wcześniej zawodnika Fiorentiny, Juventusu i Milanu oraz autora 22 goli dla klubu z Bolonii. W lecie 1998 roku Baggio został sprzedany do Interu Mediolan, również Renzo Ulivieri opuścił zespół na rzecz SSC Napoli. W miejsce Ulivieriego przybył nowy trener Carlo Mazzone, asystowany przez dyrektora sportowego Oreste Cinquiniego oraz nowy napastnik Giuseppe Signori, były zawodnik SS Lazio. Drużyna wygrała Puchar Intertoto 1998, tym samym zakwalifikowała się do Pucharu UEFA, gdzie drużyna wyeliminowała kolejno Sporting CP, Real Betis, Slavie Praga i Olympique Lyon, zanim odpadła z rozgrywek z Olympique Marsylia. W sezonie 1998/1999 zespół z Bolonii w Serie A zajął dziewiąte miejsce, zwyciężył w play-offach z Interem i zapewnił sobie awans do Pucharu UEFA. W sezonie ligowym 1999/2000 kierownictwo klubu powierzyło drużynę Sergio Buso, byłemu trenerowi drużyny młodzieżowej Bologny i byłemu bramkarzowi Rossoblu w latach 60. Jego przygoda na ławce trwała zaledwie cztery miesiące, a na jego miejsce został zatrudniony Francesco Guidolin, także były piłkarz Bologny. Drużyna zakończyła rozgrywki na jedenastym miejscu, natomiast w Pucharze UEFA 1999/2000 odpadła w trzeciej rundzie z Galatasaray. Drugi sezon Guidolina 2000/2001 zakończył się na dziesiątym miejscu. Latem 2001 roku skargi kibiców przeciwko zarządowi, związane z kampanią transferową skłoniły prezydenta klubu Gazzoniego do rezygnacji ze stanowiska i powołania w to miejsce Renato Cipolliniego. Sezon 2001/2002 był pozytywny dla Bologny a drużyna walczyła do końca o miejsce w europejskich pucharach, zajmując siódmą lokatę gwarantującą udział w Pucharze Intertoto 2002. W finale tych rozgrywek zespół z Bolonii przegrał w Londynie z Fulham w sierpniu 2002 roku. W latach 2002/2003 i 2003/2004 zespół zajmował odpowiednio jedenaste i dwunaste miejsce w tabeli. W sezonie 2004/2005 klub zajął osiemnaste miejsce w tabeli i przegrał baraże o pozostanie w lidze z Parmą. Wraz z wybuchem afery Calciopoli odkryto że mecze Bologny z Fiorentiną, Juventusem i Lazio zostały ustawione. Wraz ze spadkiem do Serie B klub opuścił trener Carlo Mazzone, a w jego miejsce zatrudniony został ponownie Renzo Ulivieri, który pracował w klubie w latach 1994–1998. Po pierwszych dniach sezonu 2005/2006, były prezes i główny udziałowiec klubu Giuseppe Gazzoni Frascara sprzedał swoje udziały w klubie bolońskiemu przedsiębiorcy Alfredo Cazzoli który został większościowym udziałowcem i nowym prezesem. W listopadzie 2005 roku Renzo Ulivieri został zastąpiony przez Andre Mandorliniego, ale ten nie zdołał poprawić wyników zespołu i został zwolniony w marcu 2006. Renzo Ulivieri został następnie przywrócony na stanowisko trenera drużyny. Sezon 2005/2006 zespół zakończył na ósmym miejscu bez prawa walki o awans do najwyższej klasy rozgrywkowej. W kolejnym sezonie 2006/2007 trenerem nadal był Renzo Ulivieri, ale podobnie jak w poprzednim roku został zwolniony po słabych meczach i zastąpiony przez Luce Cecconiego, jego asystenta. Posunięcie jednak nie przyniosło oczekiwanych efektów i bolończycy zajęli siódme miejsce, po tym jak przez całą pierwszą rundę przebywali w strefie zespołów walczących o awans do Serie A. W sezonie 2007/2008 trenerem zespołu został Daniele Arrigoni. Pod jego wodzą zespół zajął drugie miejsce w tabeli i awansował do Serie A. Po awansie do Serie A władze w klubie przejął Renzo Menarini a prezydentem klubu została jego córka Francesca Menarini. Na początku sezonu Serie A 2008/2009 trenerem drużyny był Daniele Arrigoni. 3 listopada 2008 roku Arrigoni został zwolniony a zespół przejął debiutujący na ławce trenerskiej Siniša Mihajlović. Po dobrym starcie 14 kwietnia 2009, 7 dni przed końcem sezonu, Mihajlović został zwolniony ze stanowiska a jego miejsce zajął Giuseppe Papadopulo. 31 maja 2009 dzięki wygranej 3-1 z Catanią, Bologna zakończyła sezon na siedemnastej pozycji i utrzymała się w najwyższej klasie rozgrywkowej. W sezonie 2009/2010 klub obchodził setną rocznicę powstania. Kilka dni po rozpoczęciu sezonu Giuseppe Papadopulo został zwolniony, a trenerem drużyny został Franco Colomba.

### Zmiana właściciela, spadek i powrót
Pod koniec sezonu rodzina Menarini od dłuższego czasu kwestionowana przez kibiców, rozpoczęła negocjacje mające na celu sprzedaż klubu i znalazła porozumienie z sardyńskim przedsiębiorcą Sergio Porceddą, który 7 lipca 2010 nabył pakiet większościowych udziałów klubu i objął urząd prezydenta. Sezon 2009/2010 klub zakończył na siedemnastym miejscu. Z początkiem nowego sezonu 2010/2011 zwolniony został trener Franco Colomba, a na jego miejsce zatrudniony został Alberto Malesani. Kierownictwo klubu po kilku miesiącach okazało się całkowicie niewypłacalne do tego stopnia że na klub nałożono karę odjęcia 3 punktów za niezgodności finansowe. W połowie listopada 2010 roku klub ogłosił niewypłacalność i był na skraju bankructwa a gracze od miesięcy nie otrzymywali żadnej pensji. Komitet „Bolonia 2010” zorganizowany przez bankiera Giovanniego Consorte i kierowany przez Massimo Zanettiego, właściciela firmy Segafredo w grudniu 2010 przejął wszystkie udziały w klubie od Porcedda i Menariniego. 21 stycznia 2011 po 28 dniach w klubie ze stanowiska prezesa zrezygnował Massimo Zanetti. Następnie przez 76 dni prezesem był Marco Pavignani. Od 7 kwietnia 2011 po rezygnacji Pavignaniego nowym prezesem został Albano Guaraldi. Sezon 2010/2011 po zmianach w zarządzaniu klubem zespół z Bolonii zakończył na szesnastym miejscu. Na zakończenie sezonu 2010/2011 nowym trenerem został wybrany Pierpaolo Bisoli, który po rozpoczęciu sezonu 2011/2012 został zastąpiony przez Stefano Pioliego. Sezon 2011/2012 klub zakończył na dziewiątym miejscu a drużynę opuścił najlepszy strzelec Marco di Vaio, by kontynuować karierę w Montrealu Impact. Po sezonie 2012/2013, który zakończył się na trzynastym miejscu, kolejny sezon 2013/2014 był katastrofą na wszystkich frontach: zespół zakończył rozgrywki na przedostatnim miejscu z 29 punktami i zaledwie 28 strzelonymi bramkami i po raz czwarty w swojej historii spadł do Serie B. W sezonie Serie B 2014/2015 północnoamerykańska grupa kierowana przez Joe Tacopinę i Joeya Saputo (właściciela CF Montréal) wyraziła zainteresowanie nabyciem klubu po tym jak pojawiła się kolejna oferta od byłego prezesa Massimo Zanettiego. 15 października 2014 rada dyrektorów zatwierdziła sprzedaż klubu BFC 1909 Lux SPV a nowym prezesem klubu został Joe Tacopina. Nowym trenerem został wybrany Diego López który pracował do początku maja 2015 roku a drużyna po dwóch remisach w barażach z Pescarą i zajęciu wyższego miejsca po sezonie zasadniczym, zapewniła sobie awans do Serie A już pod kierownictwem Delio Rossiego, którego zatrudniono w pod koniec sezonu 2014/2015. Tuż po rozpoczęciu sezonu 2015/2016 Joe Tacopina zrezygnował ze stanowiska prezesa po nieporozumieniach z Joeyem Saputo. Po słabym starcie sezonu Delio Rossi został zwolniony, a na jego miejsce zatrudniony został Roberto Donadoni. Rossoblu pod jego wodzą pokonali między innymi SSC Napoli i A.C. Milan oraz przerywali serię 15 zwycięskich meczów Juventusu. Ostatecznie zespół zakończył rozgrywki na czternastym miejscu. Kolejne rozgrywki sezonu 2016/2017 i 2017/2018 Bologna zakończyła na pozycjach niżej, czyli na piętnastych miejscach. W sezonie 2018/2019 Donadoni został zwolniony a klub postanowił powierzyć ławkę trenerską Filippo Inzaghiemu. 1 stycznia 2019 Bologna ustanowiła niechlubny rekord, bez zwycięstwa na wyjeździe w całym poprzednim 2018 roku. Po 11 porażkach i 4 miesiącach bez wygranej Inzaghi został zwolniony, a na jego miejsce zatrudniony został ponownie Siniša Mihajlović. Drugą część sezonu 2018/2019, pod dowództwem Mihajlovica zespół zakończył na dziesiątym miejscu. Sezon 2019/2020 Bologna zakończyła na dwunastym miejscu z 47 punktami, najwyższą sumą punktów od sezonu 2011/2012. Sezon 2020/2021 to ponownie dwunasta lokata na koniec sezonu i największa liczba kolejnych meczów z co najmniej jedną straconą bramką w Serie A. W sezonie 2023/2024 Bologna znajdując się w czołowej piątce ligi zagwarantowała sobie udział w Lidze Mistrzów w następnym sezonie.

## Osiągnięcia
- Mistrzostwo: 1925, 1929, 1936, 1937, 1939, 1941, 1964
- Puchar Włoch: 1970, 1974, 2025
- Puchar Mitropa: 1932, 1934, 1961
- Puchar Intertoto: 1998

## Władze Klubu
Zarząd Bologna FC 1909
| Imię i nazwisko     | Funkcja                   |
| ------------------- | ------------------------- |
| Joey Saputo         | Prezydent Bologna FC 1909 |
| Claudio Fenucci     | Dyrektor Generalny        |
| Joe Marsilii        | Doradca                   |
| Anthony Rizza       | Doradca                   |
| Francesco Catenacci | Rada Rewidentów           |
| Renato Santini      | Rada Rewidentów           |
| Massimo Tamburini   | Rada Rewidentów           |

| Imię i nazwisko | Funkcja                       |
| --------------- | ----------------------------- |
| Luca Befani     | Sekretarz Generalny           |
| Daniel Maurizi  | Sekretarz ds. Sportu          |
| Riccardo Bigon  | Dyrektor Sportowy             |
| Marco Di Vaio   | Szef Działu Skautingu         |
| Daniele Corazza | Kierownik Sektora Młodzieży   |
| Valerio Chiatti | Kierownik Szkółki Piłkarskiej |

## Obecny skład
Stan na 26 czerwca 2024
| Nr | Poz. | Piłkarz                                           |
| -- | ---- | ------------------------------------------------- |
| 3  | OB   | Stefan Posch                                      |
| 4  | OB   | Mihajlo Ilić                                      |
| 6  | PO   | Nikola Moro                                       |
| 7  | NA   | Riccardo Orsolini                                 |
| 8  | PO   | Remo Freuler (wypożyczony z Nottingham Forest)    |
| 9  | NA   | Joshua Zirkzee                                    |
| 10 | NA   | Jesper Karlsson                                   |
| 11 | NA   | Dan Ndoye                                         |
| 15 | OB   | Victor Kristiansen (wypożyczony z Leicester City) |
| 16 | OB   | Tommaso Corazza                                   |
| 17 | PO   | Oussama El Azzouzi                                |
| 18 | NA   | Santiago Castro                                   |
| 19 | PO   | Lewis Ferguson (kapitan)                          |

| Nr | Poz. | Piłkarz                                        |
| -- | ---- | ---------------------------------------------- |
| 20 | PO   | Michel Aebischer                               |
| 21 | NA   | Jens Odgaard                                   |
| 22 | OB   | Charalampos Lykogiannis                        |
| 23 | BR   | Nicola Bagnolini                               |
| 26 | OB   | Jhon Lucumí                                    |
| 28 | BR   | Łukasz Skorupski                               |
| 29 | OB   | Lorenzo De Silvestri                           |
| 31 | OB   | Sam Beukema                                    |
| 33 | OB   | Riccardo Calafiori                             |
| 34 | BR   | Federico Ravaglia                              |
| 56 | PO   | Alexis Saelemaekers (wypożyczony z A.C. Milan) |
| 80 | PO   | Giovanni Fabbian                               |
| 82 | PO   | Kacper Urbański                                |

### Piłkarze na wypożyczeniu
| Nr | Poz. | Piłkarz                                                       |
| -- | ---- | ------------------------------------------------------------- |
| -  | OB   | Luis Binks (w Coventry City F.C. do 30 czerwca 2024)          |
| -  | OB   | Kevin Bonifazi (w Frosinone Calcio do 30 czerwca 2024)        |
| -  | OB   | Riccardo Stivanello (w Juventus Next Gen do 30 czerwca 2024)  |
| -  | OB   | Joaquín Sosa (w CF Montréal do 31 grudnia 2024)               |
| -  | OB   | Mattia Motolese (w Olbia Calcio 1905 do 30 czerwca 2024)      |
| -  | PO   | Andri Fannar Baldursson (w IF Elfsborg do 30 czerwca 2024)    |
| -  | PO   | Niklas Pyyhtiä (w Ternana Calcio do 30 czerwca 2024)          |
| -  | NA   | Gennaro Anatriello (w Alessandria Calcio do 30 czerwca 2024)  |
| -  | NA   | Marko Arnautović (w Inter Mediolan do 30 czerwca 2024)        |
| -  | NA   | Sydney van Hooijdonk (w Norwich City F.C. do 30 czerwca 2024) |
| -  | NA   | Gianmarco Cangiano (w Pescara do 30 czerwca 2024)             |
| -  | NA   | Mattia Pagliuca (w Brindisi FC do 30 czerwca 2024)            |
| -  | NA   | Antonio Raimondo (w Ternana Calcio do 30 czerwca 2024)        |
| -  | NA   | Orji Okwonkwo (w AC Reggiana 1919 do 30 czerwca 2024)         |
| -  | NA   | Andrea Mazia (w US Recanatese do 30 czerwca 2024)             |

## Sztab szkoleniowy
Sztab szkoleniowy i medyczny w sezonie 2023/2024
| Funkcja                         | Imię i nazwisko         |
| ------------------------------- | ----------------------- |
| Trener                          | Thiago Motta            |
| Asystent                        | Alexandre Hugeux        |
| Asystent techniczny             | Alessandro Colasante    |
| Asystent techniczny             | Simon Colinet           |
| Asystent techniczny             | Iago Lozano             |
| Asystent techniczny             | Flavio Francisco Garcia |
| Trener bramkarzy                | Alfred Dossou-Yovo      |
| Trener przygotowania fizycznego | Nicolò Prandelli        |
| Trener przygotowania fizycznego | Paolo Aiello            |

| Funkcja           | Imię i nazwisko      |
| ----------------- | -------------------- |
| Kierownik drużyny | Tommaso Fini         |
| Lekarz główny     | Gianni Nanni         |
| Lekarz drużyny    | Giovanbattista Sisca |
| Lekarz drużyny    | Luca Bini            |
| Fizjoterapeuta    | Juan Manuel Parafita |
| Fizjoterapeuta    | Luca Ghelli          |
| Fizjoterapeuta    | Luca Govoni          |
| Fizjoterapeuta    | Simone Spelorzi      |
| Kitman            | Matteo Campagna      |
| Kitman            | Nicola Capelli       |
| Kitman            | Davide Nicolini      |

## Sponsorzy

### Sponsor techniczny[11]
| Przedsiębiorstwo   | Lata działalności |
| ------------------ | ----------------- |
| Admiral Sportswear | 1978–1979         |
| Tepa Sport         | 1980–1982         |
| Ennere             | 1982–1988         |
| Uhlsport           | 1988–1993         |
| Erreà              | 1993–1996         |
| Diadora            | 1996–2000         |
| Umbro              | 2000–2001         |
| Macron             | 2001–obecnie      |

### Sponsor główny[11]
| Przedsiębiorstwo | Lata działalności |
| ---------------- | ----------------- |
| Febal            | 1982              |
| Ebano            | 1985              |
| Idrolitina       | 1985–1986         |
| Segafredo        | 1987–1989         |
| Mercatone Uno    | 1988–1991         |
| Sinudyne         | 1990–1992         |
| Buona Natura     | 1993–1994         |
| Carisbo          | 1995–1997         |
| Granarolo        | 1997–2001         |
| Area Banca       | 2001–2004         |
| Amica Chips      | 2004–2005         |
| Europonteggi     | 2005–2006         |
| Motor Show       | 2006–2007         |
| Joe Marmellata   | 2007–2008         |
| Carisbo          | 2008              |

| Przedsiębiorstwo     | Lata działalności |
| -------------------- | ----------------- |
| Unipol               | 2008–2009         |
| Ceramica Serenissima | 2009–2010         |
| Cogei                | 2009–2010         |
| Cerasarda            | 2009–2010         |
| Ceramica Serenissima | 2010–2011         |
| Cerasarda            | 2010–2011         |
| NGM                  | 2011–2012         |
| Ceramica Serenissima | 2011–2012         |
| NGM                  | 2012–2015         |
| FAAC                 | 2015–2018         |
| Liu Jo               | 2018–2019         |
| Facile Ristrutturare | 2020–2022         |
| CAZOO                | 2022–obecnie      |

## Prezesi w historii
Lista prezydentów Klubu
| Lp. | Imię i nazwisko   | Okres urzędowania | Okres urzędowania |
| --- | ----------------- | ----------------- | ----------------- |
| 1.  | Louis Rauch       | 1909              | 1910              |
| 2.  | Pio Borghesani    | 1910              | 1911              |
| 3.  | Emilio Arnstein   | 1910              | 1911              |
| 4.  | Domenico Gori     | 1910              | 1911              |
| 5.  | Rodolfo Minelli   | 1912              | 1915              |
| 6.  | Arturo Gazzoni    | 1915              | 1919              |
| 7.  | Cesare Medica     | 1919              | 1921              |
| 8.  | Angelo Sbarberi   | 1921              | 1922              |
| 9.  | Antonio Turri     | 1922              | 1923              |
| 10. | Ruggero Murè      | 1923              | 1923              |
| 11. | Enrico Masetti    | 1923              | 1925              |
| 12. | Paolo Graziani    | 1925              | 1928              |
| 13. | Gianni Bonaveri   | 1928              | 1934              |
| 14. | Renato Dall’Ara   | 1934              | 1964              |
| 15. | Luigi Goldoni     | 1964              | 1968              |
| 16. | Raimondo Venturi  | 1968              | 1970              |
| 17. | Filippo Montanari | 1970              | 1972              |

| Lp. | Imię i nazwisko           | Okres urzędowania | Okres urzędowania |
| --- | ------------------------- | ----------------- | ----------------- |
| 18. | Luciano Conti             | 1972              | 1979              |
| 19. | Tommaso Fabbretti         | 1979              | 1983              |
| 20. | Giuseppe Brizzi           | 1983              | 1985              |
| 21. | Luigi Corioni             | 1985              | 1991              |
| 22. | Piero Gnudi               | 1991              | 1993              |
| 23. | Giuseppe Gazzoni Frascara | 1993              | 2001              |
| 24. | Renato Cipollini          | 2001              | 2005              |
| 25. | Alfredo Cazzola           | 2005              | 2008              |
| 26. | Francesca Menarini        | 2008              | 2010              |
| 27. | Sergio Porcedda           | 2010              | 2010              |
| 28. | Massimo Zanetti           | 2010              | 2011              |
| 29. | Marco Pavignani           | 2011              | 2011              |
| 30. | Albano Guaraldi           | 2011              | 2014              |
| 31. | Joe Tacopina              | 2014              | 2015              |
| 32. | Joey Saputo               | 2015              | obecnie           |

## Trenerzy w historii
Lista trenerów Klubu
| Lp. | Imię i nazwisko                                                     | Okres urzędowania | Okres urzędowania |
| --- | ------------------------------------------------------------------- | ----------------- | ----------------- |
| 1.  | Hermann Felsner                                                     | 1920              | 1931              |
| 2.  | Gyula Lelovics                                                      | 1931              | 1932              |
| 3.  | József Nagy                                                         | 1932              | 1933              |
| 4.  | Achille Gama Malcher                                                | 1933              | 1933              |
| 5.  | Pietro Genovesi Bernardo Perin Angelo Schiavio (Komisja techniczna) | 1933              | 1934              |
| 6.  | Lajos Kovács                                                        | 1934              | 1935              |
| 7.  | Árpád Weisz                                                         | 1935              | 1938              |
| 8.  | Hermann Felsner                                                     | 1938              | 1942              |
| 9.  | Mario Montesanto                                                    | 1942              | 1943              |
| 10. | Bruno Maini                                                         | 1943              | 1944              |
| 11. | Alexander Popovic                                                   | 1945              | 1946              |
| 12. | Pietro Genovesi Angelo Schiavio (Komisja techniczna)                | 1946              | 1946              |
| 13. | József Viola                                                        | 1946              | 1947              |
| 14. | Gyula Lelovics                                                      | 1947              | 1948              |
| 15. | Tony Cargnelli                                                      | 1948              | 1949              |
| 16. | Ted Crawford                                                        | 1949              | 1951              |
| 17. | Raffaele Sansone                                                    | 1951              | 1951              |
| 18. | Giuseppe Galluzzi                                                   | 1951              | 1952              |
| 19. | Gyula Lelovics                                                      | 1952              | 1952              |
| 20. | Giuseppe Viani                                                      | 1952              | 1956              |
| 21. | Aldo Campatelli                                                     | 1956              | 1957              |
| 22. | Ljubo Benčić                                                        | 1957              | 1957              |
| 23. | Raffaele Sansone                                                    | 1957              | 1957              |
| 24. | György Sárosi                                                       | 1957              | 1958              |
| 25. | Ljubo Benčić                                                        | 1958              | 1959              |
| 26. | Federico Allasio                                                    | 1959              | 1961              |
| 27. | Fulvio Bernardini                                                   | 1961              | 1965              |
| 28. | Manlio Scopigno                                                     | 1965              | 1965              |
| 29. | Luis Carniglia                                                      | 1965              | 1968              |
| 30. | Cesarino Cervellati                                                 | 1968              | 1969              |
| 31. | Edmondo Fabbri                                                      | 1969              | 1972              |
| 32. | Cesarino Cervellati                                                 | 1972              | 1972              |
| 33. | Bruno Pesaola                                                       | 1972              | 1976              |
| 34. | Gustavo Giagnoni                                                    | 1976              | 1977              |
| 35. | Cesarino Cervellati                                                 | 1977              | 1977              |
| 36. | Bruno Pesaola                                                       | 1977              | 1978              |
| 37. | Marino Perani                                                       | 1978              | 1979              |
| 38. | Cesarino Cervellati                                                 | 1979              | 1979              |
| 39. | Marino Perani                                                       | 1979              | 1980              |
| 40. | Luigi Radice                                                        | 1980              | 1981              |
| 41. | Tarcisio Burgnich                                                   | 1981              | 1982              |
| 42. | Francesco Liguori                                                   | 1982              | 1982              |
| 43. | Alfredo Magni                                                       | 1982              | 1982              |
| 44. | Paolo Carosi                                                        | 1982              | 1983              |
| 45. | Cesarino Cervellati                                                 | 1983              | 1983              |

| Lp. | Imię i nazwisko        | Okres urzędowania | Okres urzędowania |
| --- | ---------------------- | ----------------- | ----------------- |
| 46. | Giancarlo Cadé         | 1983              | 1984              |
| 47. | Pietro Santin          | 1984              | 1984              |
| 48. | Bruno Pace             | 1984              | 1985              |
| 49. | Carlo Mazzone          | 1985              | 1986              |
| 50. | Vincenzo Guerini       | 1986              | 1987              |
| 51. | Giovan Battista Fabbri | 1987              | 1987              |
| 52. | Luigi Maifredi         | 1987              | 1990              |
| 53. | Francesco Scoglio      | 1990              | 1990              |
| 54. | Luigi Radice           | 1990              | 1991              |
| 55. | Luigi Maifredi         | 1991              | 1991              |
| 56. | Nedo Sonetti           | 1991              | 1992              |
| 57. | Eugenio Bersellini     | 1992              | 1993              |
| 58. | Aldo Cerantola         | 1993              | 1993              |
| 59. | Romano Fogli           | 1993              | 1993              |
| 60. | Alberto Zaccheroni     | 1993              | 1993              |
| 61. | Edoardo Reja           | 1993              | 1994              |
| 62. | Renzo Ulivieri         | 1994              | 1998              |
| 63. | Carlo Mazzone          | 1998              | 1999              |
| 64. | Sergio Buso            | 1999              | 1999              |
| 65. | Francesco Guidolin     | 1999              | 2003              |
| 66. | Carlo Mazzone          | 2003              | 2005              |
| 67. | Renzo Ulivieri         | 2005              | 2005              |
| 68. | Andrea Mandorlini      | 2005              | 2006              |
| 69. | Renzo Ulivieri         | 2006              | 2007              |
| 70. | Luca Cecconi           | 2007              | 2007              |
| 71. | Renzo Ulivieri         | 2007              | 2007              |
| 72. | Luca Cecconi           | 2007              | 2007              |
| 73. | Daniele Arrigoni       | 2007              | 2008              |
| 74. | Siniša Mihajlović      | 2008              | 2009              |
| 75. | Giuseppe Papadopulo    | 2009              | 2009              |
| 76. | Franco Colomba         | 2009              | 2010              |
| 77. | Paolo Magnani          | 2010              | 2010              |
| 78. | Alberto Malesani       | 2010              | 2011              |
| 79. | Pierpaolo Bisoli       | 2011              | 2011              |
| 80. | Stefano Pioli          | 2011              | 2014              |
| 81. | Davide Ballardini      | 2014              | 2014              |
| 82. | Diego López            | 2014              | 2015              |
| 83. | Delio Rossi            | 2015              | 2015              |
| 84. | Roberto Donadoni       | 2015              | 2018              |
| 85. | Filippo Inzaghi        | 2018              | 2019              |
| 86. | Siniša Mihajlović      | 2019              | 2022              |
| 87. | Luca Virgiani          | 2022              | 2022              |
| 88. | Thiago Motta           | 2022              | 2024              |
| 89. | Vincenzo Italiano      | 2024              | nadal             |

## Europejskie puchary
Legenda do wszystkich tabel:
- Q – runda eliminacyjna, 1/16, 1/8, 1/4, 1/2 – odpowiednia faza rozgrywek, Grupa – runda grupowa, 1r gr – pierwsza runda grupowa, 2r gr – druga runda grupowa, F – finał, R – runda, PO – play-off
- k. – rzuty karne, los. – losowanie, Dogr. – dogrywka, w. – zasada bramek strzelonych na wyjeździe

| Sezon     | Rozgrywki                 | Runda       | Przeciwnik           | Dom       | Wyjazd    | Ogólnie        |
| --------- | ------------------------- | ----------- | -------------------- | --------- | --------- | -------------- |
| 1964/65   | Puchar Europy             | Q           | RSC Anderlecht       | 2–1       | 0–1       | 2–2, los.      |
| 1966/67   | Puchar Miast Targowych    | 1R          | Göztepe A.Ş.         | 3–1       | 2–1       | 5–2            |
| 1966/67   | Puchar Miast Targowych    | 2R          | Sparta Praga         | 2–1       | 2–2       | 4–3            |
| 1966/67   | Puchar Miast Targowych    | 1/8         | West Bromwich Albion | 3–0       | 3–1       | 6–1            |
| 1966/67   | Puchar Miast Targowych    | 1/4         | Leeds United         | 1–0       | 0–1       | 1–1, los.      |
| 1967/68   | Puchar Miast Targowych    | 1R          | Lyn Fotball          | 2–0       | 0–0       | 2–0            |
| 1967/68   | Puchar Miast Targowych    | 2R          | Dinamo Zagrzeb       | 0–0       | 2–1       | 2–1            |
| 1967/68   | Puchar Miast Targowych    | 1/8         | wolny los            | wolny los | wolny los | wolny los      |
| 1967/68   | Puchar Miast Targowych    | 1/4         | Vojvodina            | 0–0       | 2–0       | 2–0            |
| 1967/68   | Puchar Miast Targowych    | 1/2         | Ferencvaros          | 2–2       | 2–3       | 4–5            |
| 1968/69   | Puchar Miast Targowych    | 1R          | FC Basel             | 4–1       | 2–1       | 6–2            |
| 1968/69   | Puchar Miast Targowych    | 2R          | OFK Beograd          | 1–1       | 0–1       | 1–2            |
| 1970/71   | Puchar Zdobywców Pucharów | 1R          | Vorwärts Berlin      | 1–1       | 0–0       | 1–1, Dogr., w. |
| 1971/72   | Puchar UEFA               | 1R          | RSC Anderlecht       | 1–1       | 2–0       | 3–1            |
| 1971/72   | Puchar UEFA               | 2R          | FK Željezničar       | 2–2       | 1–1       | 3–3, w.        |
| 1974/75   | Puchar Zdobywców Pucharów | 1R          | Gwardia Warszawa     | 2–1       | 1–2       | 3–3, k: 3–5    |
| 1990/91   | Puchar UEFA               | 1R          | Zagłębie Lubin       | 1–0       | 1–0       | 2–0            |
| 1990/91   | Puchar UEFA               | 2R          | Heart of Midlothian  | 3–0       | 1–3       | 4–3            |
| 1990/91   | Puchar UEFA               | 1/8         | Admira Wacker        | 3–0       | 0–3       | 3–3, k: 6–5    |
| 1990/91   | Puchar UEFA               | 1/4         | Sporting CP          | 1–1       | 0–2       | 1–3            |
| 1998      | Puchar Intertoto          | 3R          | Progresul Bukareszt  | 2–0       | 1–3       | 3–3, w.        |
| 1998      | Puchar Intertoto          | 1/2         | UC Sampdoria         | 3–1       | 0–1       | 3–2            |
| 1998      | Puchar Intertoto          | F           | Ruch Chorzów         | 1–0       | 2–0       | 3–0            |
| 1998/99   | Puchar UEFA               | 1R          | Sporting CP          | 2–1       | 2–0       | 4–1            |
| 1998/99   | Puchar UEFA               | 2R          | Slavia Praga         | 2–1       | 2–0       | 4–1            |
| 1998/99   | Puchar UEFA               | 1/8         | Real Betis           | 4–1       | 0–1       | 4–2            |
| 1998/99   | Puchar UEFA               | 1/4         | Olympique Lyon       | 3–0       | 0–2       | 3–2            |
| 1998/99   | Puchar UEFA               | 1/2         | Olympique Marsylia   | 1–1       | 0–0       | 1–1, w.        |
| 1999/2000 | Puchar UEFA               | 1R          | Zenit Petersburg     | 2–2       | 3–0       | 5–2            |
| 1999/2000 | Puchar UEFA               | 2R          | RSC Anderlecht       | 3–0       | 1–2       | 4–2            |
| 1999/2000 | Puchar UEFA               | 3R          | Galatasaray SK       | 1–1       | 1–2       | 2–3            |
| 2002      | Puchar Intertoto          | 3R          | BATE Borysów         | 2–0       | 0–0       | 2–0            |
| 2002      | Puchar Intertoto          | 1/2         | FK Teplice           | 5–1       | 3–1       | 8–2            |
| 2002      | Puchar Intertoto          | F           | Fulham               | 2–2       | 1–3       | 3–5            |
| 2024/25   | Liga Mistrzów             | Faza ligowa | Borussia Dortmund    | 2–1 (D)   | 2–1 (D)   | 28. miejsce    |
| 2024/25   | Liga Mistrzów             | Faza ligowa | Liverpool            | 0–2 (W)   | 0–2 (W)   | 28. miejsce    |
| 2024/25   | Liga Mistrzów             | Faza ligowa | Szachtar Donieck     | 0–0 (D)   | 0–0 (D)   | 28. miejsce    |
| 2024/25   | Liga Mistrzów             | Faza ligowa | Benfica              | 0–0 (W)   | 0–0 (W)   | 28. miejsce    |
| 2024/25   | Liga Mistrzów             | Faza ligowa | Lille                | 1–2 (D)   | 1–2 (D)   | 28. miejsce    |
| 2024/25   | Liga Mistrzów             | Faza ligowa | Sporting             | 1–1 (W)   | 1–1 (W)   | 28. miejsce    |
| 2024/25   | Liga Mistrzów             | Faza ligowa | AS Monaco            | 0–1 (D)   | 0–1 (D)   | 28. miejsce    |
| 2024/25   | Liga Mistrzów             | Faza ligowa | Aston Villa          | 0–2 (W)   | 0–2 (W)   | 28. miejsce    |
| 2025/26   | Liga Europy               | Faza ligowa |                      | – (D)     | – (D)     | –              |
| 2025/26   | Liga Europy               | Faza ligowa | – (W)                |           |           | –              |
| 2025/26   | Liga Europy               | Faza ligowa | – (D)                |           |           | –              |
| 2025/26   | Liga Europy               | Faza ligowa | – (W)                |           |           | –              |
| 2025/26   | Liga Europy               | Faza ligowa | – (D)                |           |           | –              |
| 2025/26   | Liga Europy               | Faza ligowa | – (W)                |           |           | –              |
| 2025/26   | Liga Europy               | Faza ligowa | – (D)                |           |           | –              |
| 2025/26   | Liga Europy               | Faza ligowa | – (W)                |           |           | –              |